# Бенедетти Микеланджели, Артуро
Арту́ро Бенеде́тти Микела́нджели (итал. Arturo Benedetti Michelangeli; 5 января 1920 — 12 июня 1995) — итальянский пианист. Причисляется к самым выдающимся исполнителям классической фортепианной музыки в XX веке. Строгий моральный облик этого музыканта дал основание для того, чтобы о нём говорили как о пианисте-легенде: о Микеланджели уже при жизни складывалось великое количество легенд. Ученик — Маурицио Поллини.

## Биография

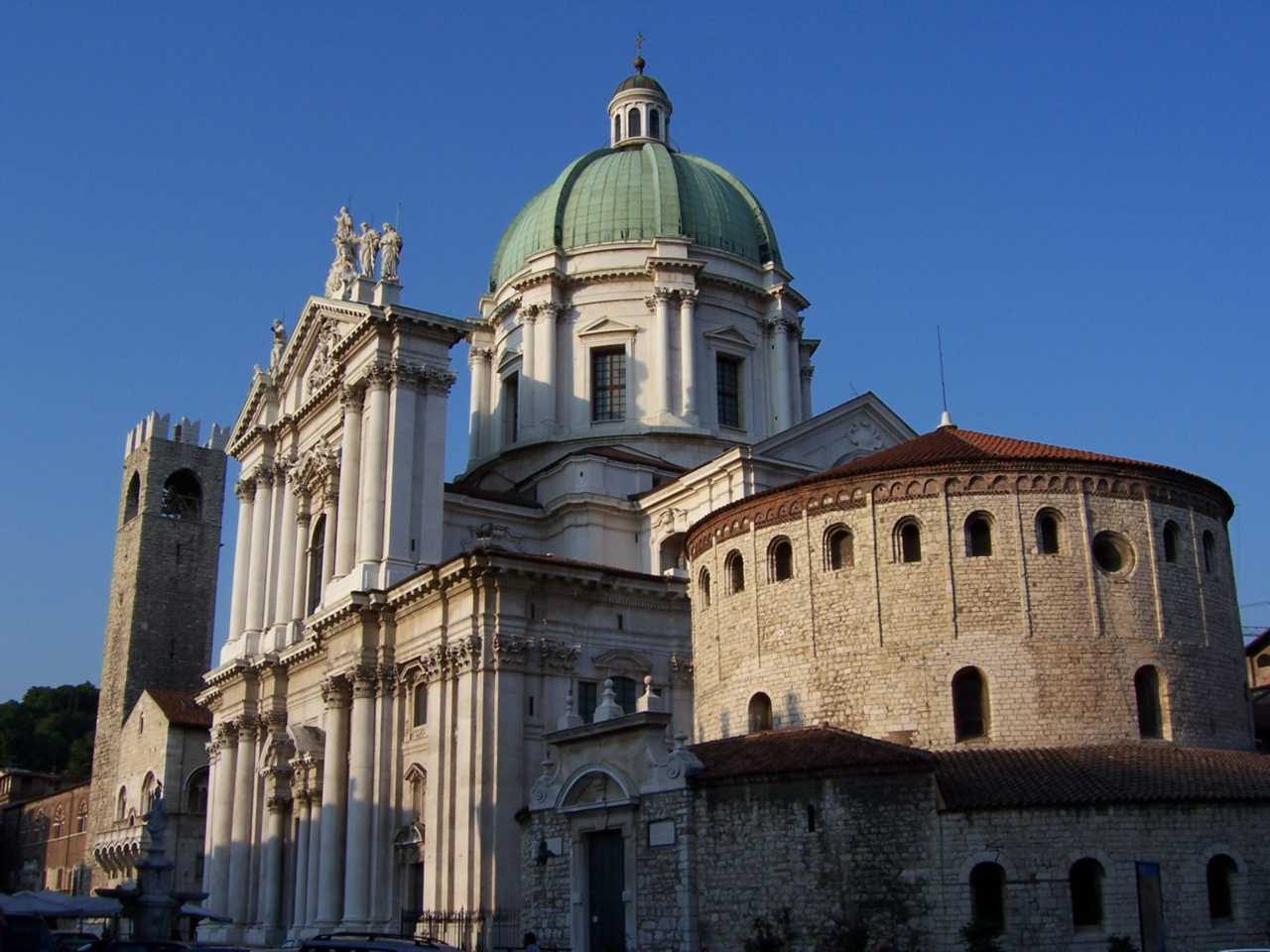
Брешия. Кафедральный собор

Артуро Бенедетти Микеланджели родился в городе Брешиа (Северная Италия). С 4-х лет его стали обучать игре на скрипке, но вскоре его привлекло фортепиано. Он занимался сразу на двух инструментах, причём предпочтение отдавал скрипке. Вскоре Артуро переболел воспалением лёгких, которое перешло в туберкулез, и скрипку пришлось оставить. В 14 лет Артуро окончил Миланскую консерваторию. В это же время он почти год живёт во францисканском монастыре, где работает органистом.
В 1938 году 17-летний Артуро выступил на международном конкурсе в Брюсселе, но получил лишь седьмую премию, — победителем конкурса стал Эмиль Гилельс. Однако в 1939 году Микеланджели стал первым лауреатом Международного конкурса исполнителей в Женеве, к нему приходит международная известность. «Родился новый Лист», — писали музыкальные критики. Восторженную оценку игре молодого итальянца дал Альфред Корто и другие члены жюри. Казалось, Микеланджели обречён на успех, но вскоре началась Вторая мировая война.
Легенда гласит, что Микеланджели принимал участие в движении Сопротивления, осваивая профессию лётчика. Его ранят в руку, арестовывают, сажают в тюрьму, где он проводит около 8 месяцев; улучив удобный момент, он бежит из заключения на похищенном вражеском самолёте. Сам Микеланджели крайне неохотно касался этой темы в своих беседах с журналистами. В 1942 году фирма Telefunken делает несколько записей Микеланджели, среди которых концерты для фортепиано с оркестром Э. Грига и Р. Шумана и итальянский концерт И. С. Баха.
По окончании войны Микеланджели выступает на самых престижных площадках Европы и США. Но он никогда не мог быть «как все». «Я никогда не играю для других людей, — сказал однажды Микеланджели, — я играю для себя. И для меня, в общем, безразлично — есть в зале слушатели или нет. Когда я нахожусь за клавиатурой рояля, всё вокруг меня исчезает. Существует одна только музыка и ничего кроме музыки». На сцену пианист выходил лишь тогда, когда чувствовал себя в форме и был в настроении; кроме того, музыканта должна была также устроить акустика и другие условия выступления.
Наряду с исполнительской деятельностью Микеланджели успешно занимался преподаванием музыки, в особенности после войны. Вёл классы фортепиано в консерваториях Болоньи и Венеции. Свою собственную школу он основал в Больцано, где в 1950—1959 гг. преподавал в Консерватории имени Монтеверди. Помимо этого летом он организовывал международные курсы для молодых пианистов в Ареццо, неподалёку от Флоренции. Финансовые возможности ученика интересовали Микеланджели едва ли не в последнюю очередь. Более того, он даже сам готов был помогать талантливым людям.
Жил Микеланджели скромно, непритязательно, ходил почти всегда в своём любимом чёрном свитере. Жилище его мало чем отличалось по убранству от монастырской кельи. За роялем занимался чаще всего ночами, потому что это позволяло полностью отключиться от всего постороннего.

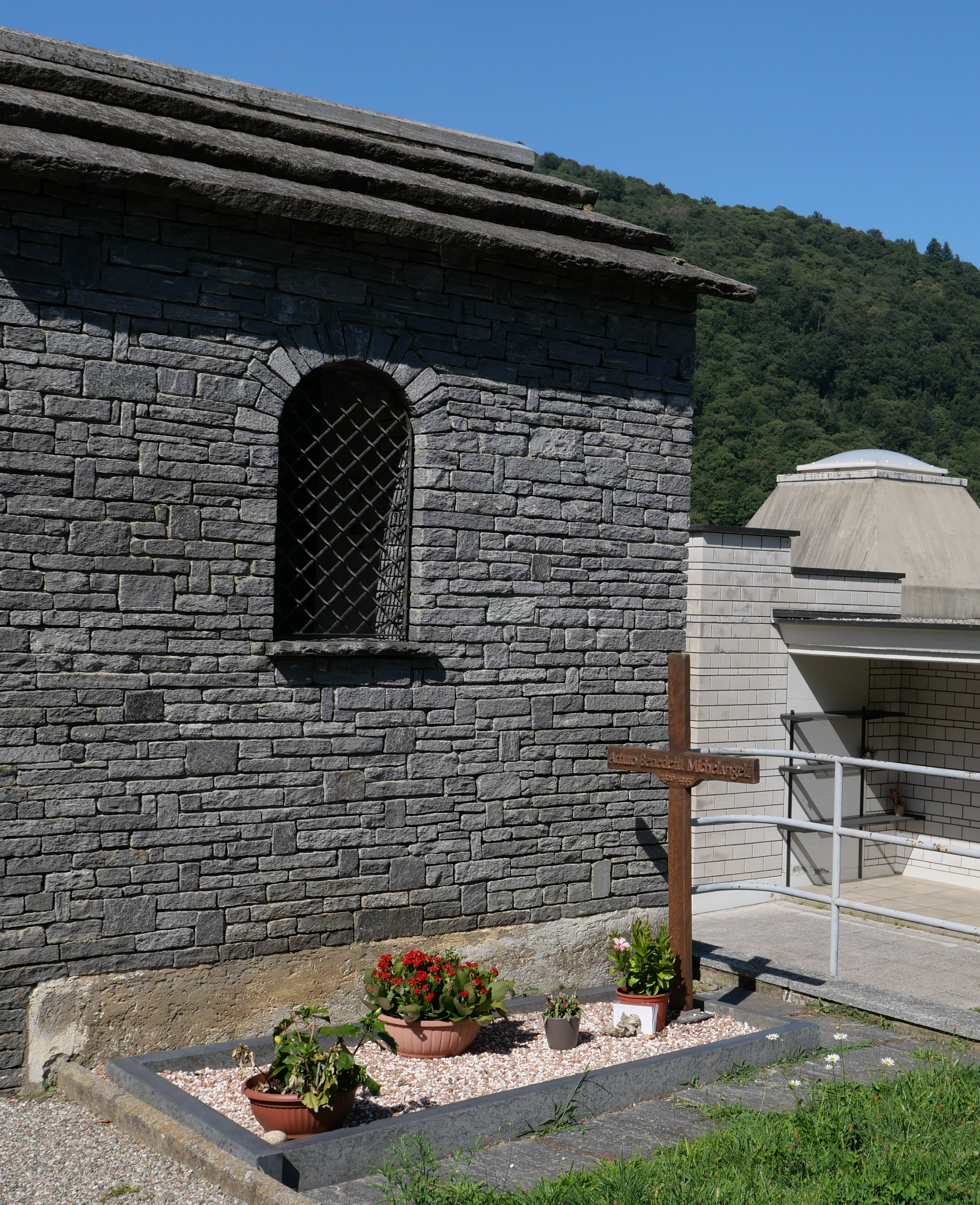
Могила в 2025 году.

В 1967—1968 годах неожиданно разорилась фирма грамзаписи, с которой Микеланджели был связан финансовыми обязательствами, и на имущество музыканта судебный исполнитель наложил арест. «Микеланджели рискует остаться без крова над головой, — писала в эти дни итальянская пресса. — Рояли, на которых он продолжает драматическую погоню за совершенством, больше не принадлежат ему. Арест распространяется и на доходы от его будущих концертов». В этих драматических обстоятельствах Микеланджели покидает Италию и поселяется в Лугано. Там он и прожил много лет, там же и умер после продолжительной болезни.
В последние годы Микеланджели давал концерты всё реже и реже. Гастролируя в различных странах Европы, он никогда больше не давал концертов в Италии, делая исключение лишь для Ватикана. Не выступал он и в США, где царил дух коммерции, но сохранил тёплые воспоминания о своих гастролях в СССР в 1964 году: «Там, на востоке Европы, духовная пища все ещё значит больше материальной: играть там невероятно волнующе, слушатели требуют от вас полной отдачи».
Свой последний концерт Микеланджели дал 7 мая 1993 года в Гамбурге.
Умер в 1995 году. Похоронен в муниципалитете Пура недалеко от Лугано.

## Творчество
Микеланджели был буквально одержим желанием совершенства. Разучивая новое произведение, он никогда не спешил с его включением в репертуар, годами «оттачивая» все его оттенки. «Обращаясь к музыке, которую я играл, может быть, десятки и сотни раз, я всегда начинаю с начала, — говорил он. — Словно это совершенно новая для меня музыка. Всякий раз я начинаю с идей, которые занимают меня в данный момент». Ради совершенства он мог долгое время гастролировать по городам Европы со своим роялем и настройщиком, несмотря на то, что расходы в этом случае часто превышали гонорары за его выступления.
Идеал Микеланджели как музыканта заключался в том, чтобы стать «чистым транслятором» замысла композитора, максимально раскрыв произведение и не внеся в своё исполнение никакой «отсебятины». «Моя задача состоит в том, чтобы выразить замысел автора, волю автора, воплотить дух и букву исполняемой мною музыки, — говорил он. — Я стараюсь правильно прочитать текст музыкального произведения. Там всё есть, всё обозначено…».
Тем не менее, хотя и без желания быть «интерпретатором», Микеланджели дал целый ряд собственных прочтений классической музыки.

## Значение
Советский педагог Генрих Нейгауз в своей статье «Пианист Артуро Бенедетти-Микеланджели» писал:
...Бенедетти-Микеланджели оказался действительно пианистом высшего, наивысшего класса, рядом с которым могут быть поставлены лишь редкие, считанные единицы. ...
Прежде всего, надо упомянуть неслыханное совершенство его исполнения, совершенство, не допускающее никаких случайностей, колебаний минуты, никаких уклонений от раз признанного им, установленного и выработанного огромным подвижническим трудом — идеала исполнения. Совершенство, гармония во всем — в общей концепции произведения, в технике, в звуке, в малейшей детали, как и в целом...
Его музыка напоминает мраморное изваяние, ослепительно совершенное, призванное стоять столетиями без изменения, как бы неподчинённое законам времени, его противоречиям и превратностям. ...
Как всякий очень большой пианист, Бенедетти-Микеланджели обладает невообразимо богатой звуковой палитрой, основа музыки — время-звук — у него разработана и использована до предела. Вот пианист, который умеет воспроизвести первое рождение звука и все его изменения и градации вплоть до fortissimo, оставаясь всегда в пределах изящного и прекрасного. Изумительна пластичность его игры, пластичность глубокого барельефа, дающего пленительную игру светотеней. ...

Бенедетти-Микеланджели не только идеально слушает и слышит себя, — у вас впечатление, что он мыслит музыку во время игры, вы присутствуете при акте музыкального мышления, и потому, мне кажется, его музыка так неотразимо действует на слушателя. Он просто заставляет мыслить вместе с ним. Именно это заставляет так слушать и чувствовать музыку на его концертах. И ещё одно свойство, чрезвычайно характерное для современного пианиста, в высшей степени присуще ему он никогда не играет себя, он играет автора, и как играет! ...Так играть может только исполнитель, до глубины постигший умом и сердцем законы музыки и искусства. Нечего и говорить, что для этого нужны (кроме ума и сердца) совершеннейшие технические средства (выработка двигательно-мышечного аппарата, идеальный симбиоз пианиста с инструментом). У Бенедетти-Микеланджели он выработан так, что, слушая его, восхищаешься не только его огромным талантом, но и огромностью труда, требовавшегося для того, чтобы довести свои намерения и свои возможности до такого совершенства».

## Дискография
1. Шопен. Мазурки, прелюдия, баллада, скерцо («Deutsche Grammophon»)
2. Бетховен. Концерт для фортепиано с оркестром № 1 (с К. М. Джулини, 1979); Соната для фортепиано № 4 (1971) («Deutsche Grammophon»)
3. Бетховен. Концерт для фортепиано с оркестром № 3 (с К. М. Джулини; 1979? «Deutsche Grammophon»)
4. Бетховен. Концерт для фортепиано с оркестром № 5 (с К. М. Джулини; 1979, «Deutsche Grammophon»)
5. Моцарт. Концерты для фортепиано с оркестром № 20 и 23 (с К. М. Джулини; 1951, «Allegro»)
6. Моцарт. Концерты для фортепиано с оркестром № 20 и 25 (с К. Гарбеном; 1989, «Deutsche Grammophon»)